# Малая Ширта
Малая Ширта — река в России, протекает по территории Красноселькупского района Ямало-Ненецкого автономного округа. Устье реки находится на 873 км по правому берегу реки Таз. Длина реки составляет 102 км.

## Притоки
- 11 км: река Сомапорылькикэ
- 48 км: река Западная
- 61 км: река Параллельная
- 72 км: река Пэлэкты-Тюнампылькы
- 82 км: река Кэныльчор
- 102 км: река Сукылтэчор
- 102 км: река Тольчор

## Данные водного реестра
По данным государственного водного реестра России относится к Нижнеобскому бассейновому округу, водохозяйственный участок реки — Таз, речной подбассейн реки — подбассейн отсутствует. Речной бассейн реки — Таз.
Код объекта в государственном водном реестре — 15050000112115300065154.